# ماتیو واینر
ماتیو واینر (انگلیسی: Matthew Weiner؛ زادهٔ ۲۹ ژوئن ۱۹۶۵) یک فیلم‌نامه‌نویس اهل ایالات متحده آمریکا است.